# Adhesió d'Espanya a la Comunitat Europea
L'Adhesió d'Espanya a la Comunitat Europea es va signar el 12 de juny de 1985 i va entrar en vigor l'1 de gener de 1986 dia a partir del qual, Espanya es va convertir en membre de ple dret de la Comunitat Europea. L'autorització de les Corts Generals es va fer per mitjà de la llei orgànica 10/1985 de 2 d'agost, d'autorització per l'adhesió d'Espanya a les Comunitats Europees.

## Història prèvia
El 1957, quan es signa el Tractat de Roma, Espanya es trobava sota la dictadura del General Franco i absolutament desconnectada de la resta de països comunitaris. El 1962 mitjançant l'informe Birkel-Bach es va establir que per adherir-se a la Comunitat era condició necessària tenir un règim democràtic, i que, pel que fa al règim econòmic l'estat candidat necessitava un període preparatori per enfortir la seva economia.
Espanya no va complir la condició política fins al novembre de 1975, tot i que en l'àmbit econòmic es signà el 29 de juny de 1970 un acord preferencial que permeté equilibrar els intercanvis econòmics entre Espanya i la CEE.
El 27 de juliol de 1977 el Govern espanyol presenta la seva sol·licitud formal d'adhesió, obrint-se un període de negociacions que va durar 8 anys.

## Procés de negociació

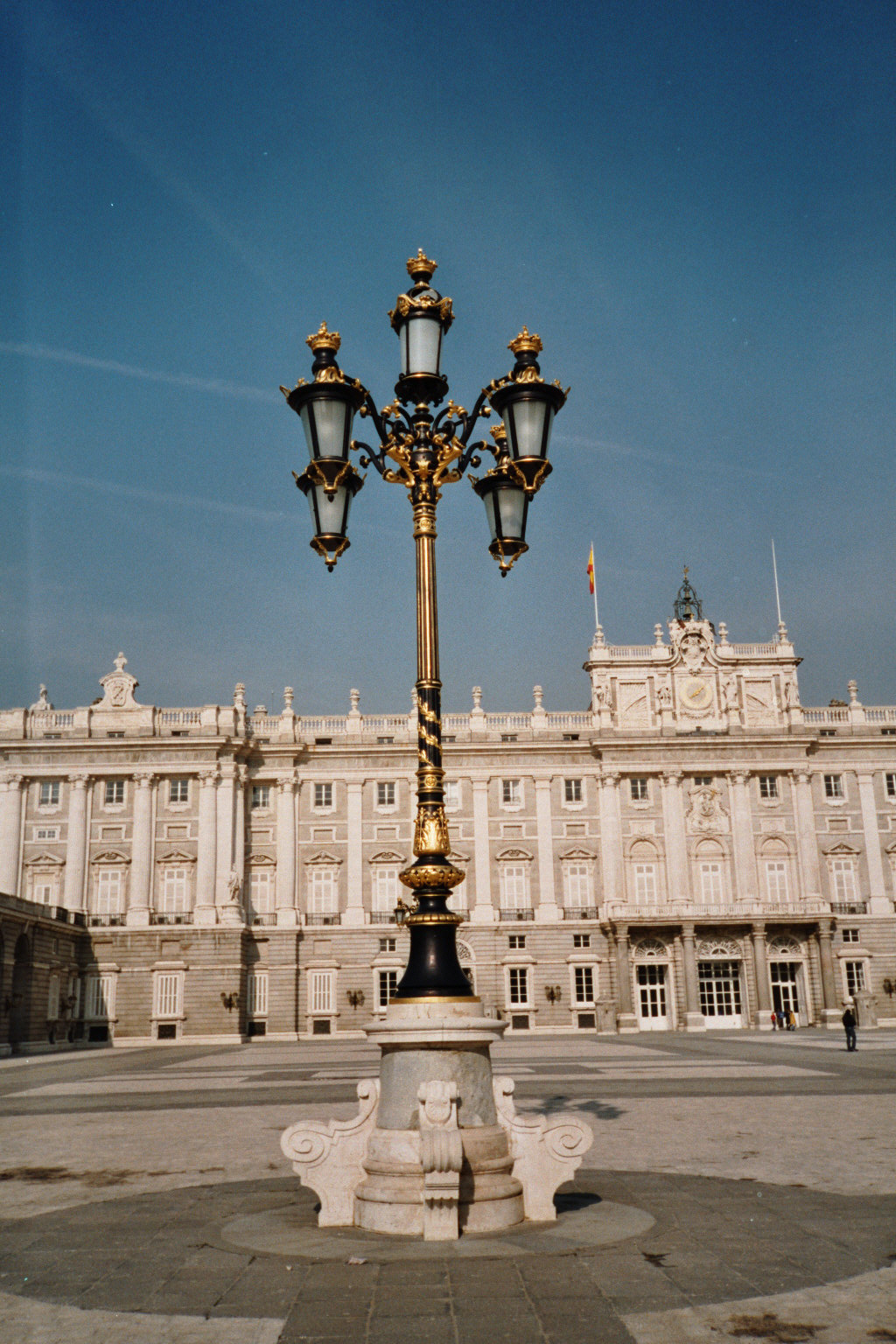
El Palau Reial de Madrid fou el lloc escollit per la signatura de l'adhesió d'Espanya a la Comunitat Europea.

El procés de negociació tingué els següents punts:
- El setembre de 1977 el Consell de la comunitat formula la seva opinió favorable a l'adhesió espanyola i encarrega a la Comissió un dictamen.
- La primavera de 1978 la Comissió remet al Consell l'informe on es demana que les negociacions comencin al més aviat possible. L'aprovació de la Constitució espanyola va afavorir aquesta valoració.
- El 5 de febrer de 1979, a Brussel·les s'obre formalment el procés de negociació que suposa dos processos paral·lels:
  - L'examen del dret derivat
  - La vue d'ensemble o primera etapa consistent en que cada part exposava per escrit la seva opinió sobre la forma en la que l'estat espanyol en condició de candidat havia d'adoptar progressivament la legislació comunitària.

Les negociacions foren lentes fins a principis de 1982 que s'agreujaren amb els problemes interns dels membres estats. No fou fins que el gener de 1984 la Comissió presenta una posició de negociació sobre el capítol agrícola que va permetre entrar en la fase final de la negociació. Finalment, el 12 de juny de 1985, els instruments d'adhesió estaven llestos per a ser ratificats.

## El tractat i l'acta d'adhesió
El president del Govern, Felipe González va firmar a Madrid, el 12 de juny de 1985, l'Acta d'Adhesión d'Espanya a les Comunitats Europees. Va entrar en vigor el dia 1 de gener de 1986.
Concretament es van signar tres documents:
- El Tractat d'Adhesió
- L'Acta d'adhesió: Document que conté 403 articles, 36 annexos i 25 protocols i que preveu les modificacions necessàries per a d'adaptació espanyola al dret comunitari.
- L'Acta Final: Un seguit de declaracions oficials dels estats que serveixen per interpretar l'acta d'adhesió i que posen punt final a la negociació.

## Marc constitucional
Jurídicament, la via per la qual va ser possible l'adhesió d'Espanya a la Comunitat Europea fou per l'article 93 de la Constitució espanyola segons el qual mitjançant llei orgànica es podrà autoritzar la celebració de tractats pels quals s'atribueixi a una organització o institució internacional l'exercici de competències derivades de la Constitució. L'autorització de les Corts provingué de la llei orgànica 10/1985.